# الفاغور
الفاغور؛  منتج محلي من ثمار النخيل، يطلق على البسر المطبوخ، من خلال صناعة حرفية  عمّانية تسمى التبسيل.

## طريقة الإنتاج
يتم طبخ ثمار النخيل  في مكان مبني خصيصا لهذه العملية يسمى التركبة أو المنارة، وهو عبارة عن بناء كبير نسبيا يتضمن عددا من المراجل، إضافة إلى فجوة تحت المراجل لإشعال النار، ومدخنة لتصريف الدخان المنبعث.وتستخدم غالبا لعمل الفاغور ثمار نخلة المبسلي؛ ومن هنا جاءت تسمية العملية بالتبسيل، كما تستخدم أنواع محدودة أخرى، ولا تصلح كل أنواع ثمار النخيل لصناع الفاغور.

## الأهمية الاجتماعية

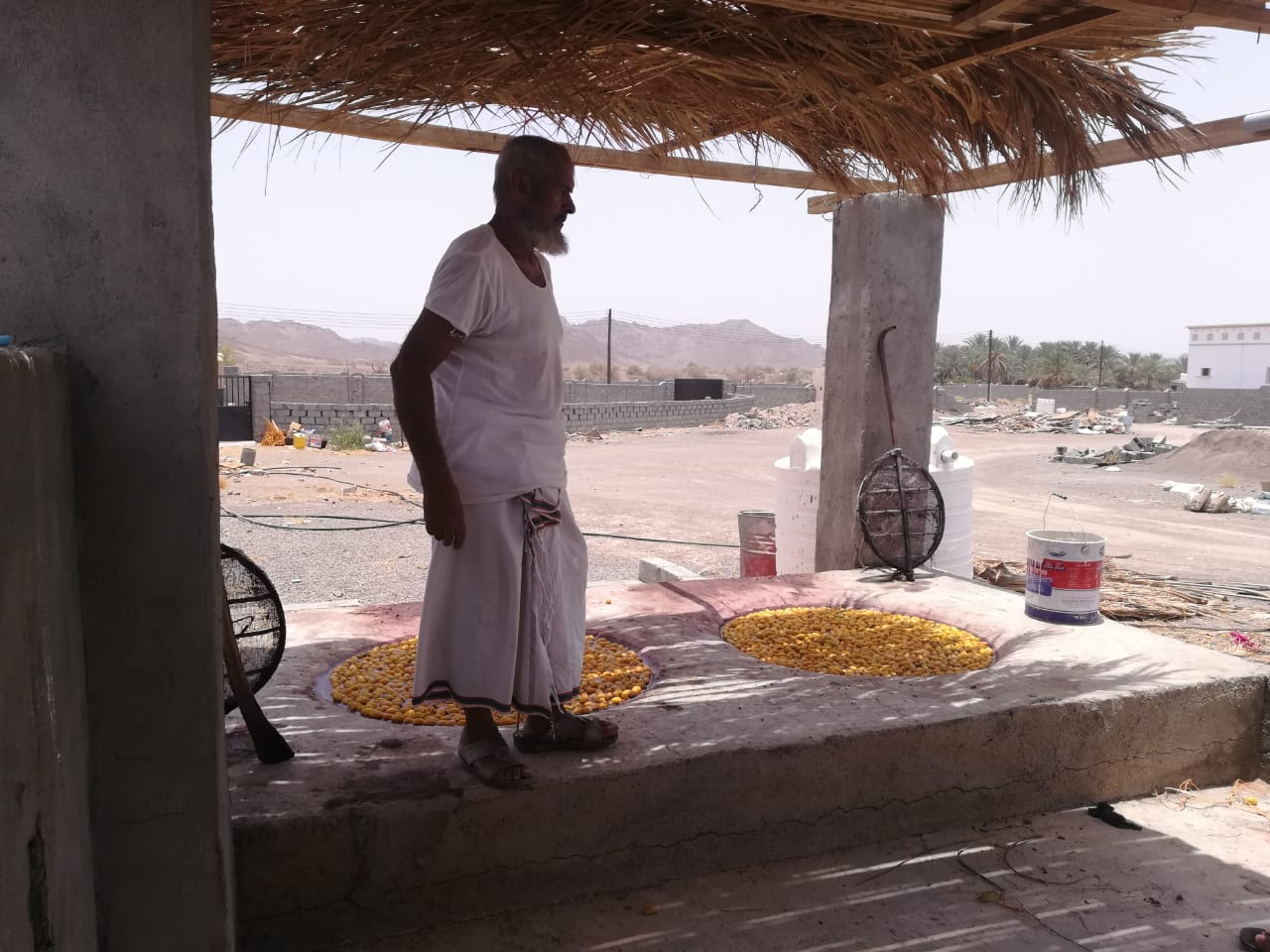
في فصل الصيف ما يسمى بالقيظ يتم تبسيل نخله المبسلي في ولاية ابراء ويتم طبخ ثمار النخيل في التركبة ويسمى الثمار بعد طبخه بالفاغور.

ولارتباط المجتمع العماني بالنخلة من منذ قرون - باعتبارها كانت المورد الأهم للمزارع العماني- أصبحت عملية التبسيل ظاهرة اجتماعية معروفة، وتحديدا  في موسم الصيف أو القيظ كما يسمى في عُمان، حيث تعيش القرى العمانية الزراعية في هذا الموسم نشاطا اقتصاديا واجتماعيا  كبيرا.

## الأهمية الاقتصادية
رغم تطور النظام الاقتصادي في سلطنة عمان بعد النهضة المباركة عام 1970، والتحاق الناس بالوظائف العامة والخاصة، إلا أن إنتاج الفاغور ما زالت له أهميته الاقتصادية، إذ ما زال عدد كبير من العائلات يسعى للحفاظ على حرفة التبسيل في مزارعها، كونها تشكل عائدا اقتصاديا مجزيا.